# Ephedra monosperma
Ephedra monosperma là một loài thực vật hạt trần trong họ Ephedraceae. Loài này được J.G.Gmel. ex C.A.Mey. mô tả khoa học đầu tiên năm 1846.